# Stichting ETB-BISLIFE
ETB-BISLIFE is een Nederlandse weefselbank van bot- en peesweefsel, huidweefsel, cardiovasculair en oculair weefsel. De organisatie bemiddelt op het gebied van bot- en peesweefsel afkomstig van Nederlandse donoren en weefsels van andere weefselbanken. ETB-BISLIFE ontstond in 2018 na een fusie van het Leidse BISLIFE Foundation en de Beverwijkse Euro Tissue Bank. In 2019 gingen de weefseluitname afdelingen van deze twee bedrijven samen in een aparte stichting onder de naam Weefsel Uitname Organisatie Nederland (WUON). In 2025 werd een verhuizing van alle onderdelen van het bedrijf naar Haarlem afgerond. ETB-Bislife is lid van de European Association of Tissue and Cell Banks.

## Geschiedenis

### BISLIFE Foundation
In 2010 kwam de voorganger van de BISLIFE Foundation, NBF-BIS, tot stand na een fusie van Bio Implant Services (BIS) en de Netherlands Bone Bank Foundation (NBF), beide opgericht in 1988 in Leiden. In 2017 werd ook de Botbank Sanquin Nijmegen overgedragen aan BISLIFE.

#### Bio Implant Services (BIS)
In 1988 werd in Leiden Stichting Bio Implant Services opgericht. De in 1997 opgerichte Nederlandse Transplantatie Stichting (NTS) besteedde zijn activiteiten voor weefsels uit aan BIS. Hiermee werd BIS verantwoordelijk voor het aanmelden van weefseldonoren. Tot de fusie met de NBF was dit het geval. Om belangenverstrengeling tegen te gaan, werd vanaf 2009 door beide organisaties gewerkt aan het terugbrengen van de orgaancentrumtaken vanuit BIS naar de NTS. Die  verantwoordelijkheid werd begin 2010 volledig overgedragen. BIS had voor de verdere verwerking van de weefsels een contract met de Amsterdamse Hoornvliesbank.

#### Netherlands Bone Bank Foundation (NBF)
In 1988 werd ook de NBF opgericht als centrale botbank in Nederland. Verschillende ziekenhuizen beheerden op dat moment al hun eigen botbanken, zoals het VU Medisch Centrum in Amsterdam. De van het VUmc bevatte echter alleen femurkoppen van patiënten die een totale heupvervangingsoperatie hadden ondergaan.

#### Botbank Sanquin Nijmegen
De Botbank van Sanquin ontving, bewerkte en bewaarde gedoneerd botweefsel (heupkop, schedelbot, kraakbeen) van levende donoren en distribueerde deze transplantaten naar ziekenhuizen. In juli 2017 fuseerde de Botbank van Sanquin met de BISLIFE Foundation. De botbank viel daarvoor nog onder de afdeling Business Unit Tissues & Cells van Sanquin.

### Euro Tissue Bank (ETB)
De Euro Tissue Bank bestond uit de divisies Euro Skin Bank, Euro Cornea Bank (de voormalige Hoornvliesbank) en Euro Tissue Procurement en is ontstaan uit een fusie van de Euro Skin Bank, de Amsterdamse Hoornvliesbank en de Hartkleppenbank Rotterdam (HKB).

#### Euro Skin Bank
De Euro Skin Bank werd in 1976 opgericht onder de naam Centrale Nederlandse Huidbank door de Nederlandse Brandwonden Stichting. De naam werd in 1991 gewijzigd in Euro Skin Bank. Vanwege hun overeenkomstige doelen zijn de Nederlandse Brandwonden Stichting en de Afdeling Huid van de ETB-BISLIFE tot op heden sterk met elkaar verbonden.

#### Amsterdamse Hoornvliesbank (Cornea Bank Amsterdam)
In 1987 werd de Cornea Bank Amsterdam opgericht als resultaat van een initiatief van de Corneapreservatie Onderzoeksgroep, die deel uitmaakte van het Netherlands Ophthalmic Research Institute (NORI). Het doel was om een methode te ontwikkelen voor de opslag van menselijk oogweefsel. De locatie van de Corneabank Amsterdam werd gevestigd in het Interuniversitair oogheelkundig instituut (IOI).
Eind 2009 verhuisde de bank naar Beverwijk, om daar in 2010, samen met de Euro Skin Bank, de Euro Tissue Bank (ETB) te vormen.

#### Hartkleppenbank Rotterdam (HKB)
In 1987 werd gestart met het inrichten van een nieuwe centrale hartkleppenbank. Met een donatie van de Nederlandse Hartstichting en met hulp van Stichting Bio Implant Services (BIS) kon in 1988 de Hartkleppenbank Rotterdam (HKB) opgericht. Vanaf 1999 werd deze ondergebracht bij de afdeling Cardio-Thoracale Chirurgie van het Erasmus MC, Rotterdam. In december 2015 werd de bank overgenomen door de Euro Tissue Bank (ETB) en verhuisde de afdeling naar Beverwijk. Vanaf 1990 werden ook "non heart beating donors", zonder intacte circulatie geaccepteerd voor weefseldonatie. Deze weefsels werden in plaats van een (hart)chirurg, uitgenomen door een team van BIS.